# Päsk

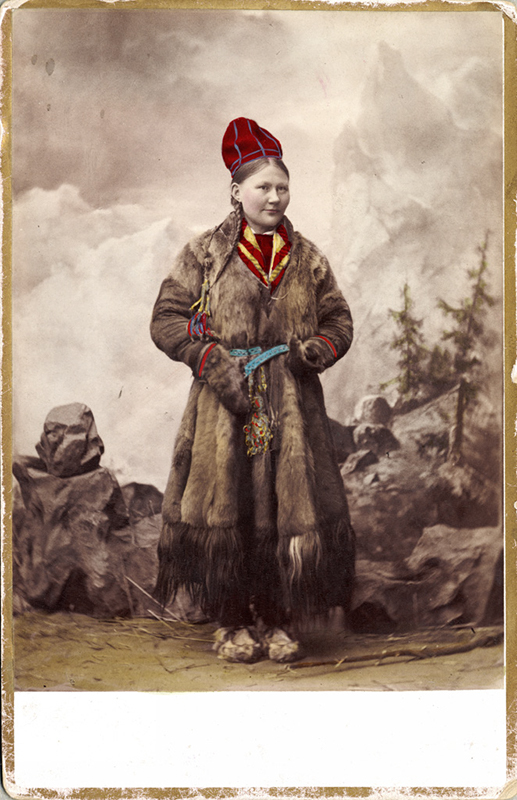
Samisk kvinna i päsk.

Päsk, nordsamiska beaska, är en samisk renskinnspäls. Tack vare att renens pälshår är formade som sugrör (med tilltäppt ände) har en renpäls mycket större isolationsvärde än andra pälsar. (Isbjörnens päls har samma egenskap). Renens hår är vidare smala närmast huden för att sedan bli grövre vilket gör att det närmast huden bildas ett luftskikt som ytterligare isolerar mot kyla. Hårens struktur medför även att de lätt bryts av och hårar vilket alla som tillbringat natten på en renfäll har erfarit. För att göra pälsen mer beständig kan den garvas vilket görs med kemikalier (krom) eller med vegetabiliska garvämnen (bark). Även enkla metoder såsom torkning tillämpas med skiftande resultat.